# Tourisme musical
Le tourisme musical est un type de tourisme consistant en la visite d'un lieu pour y participer à un festival de musique, à une performance artistique musicale, à un apprentissage, ou pour y découvrir des éléments du patrimoine culturel produits d'une tradition musicale ou d'un événement relatif à la musique (maison natale d'un musicien, tournage d'un vidéoclip...). C'est à ce titre une forme de tourisme culturel.
Les régions du monde où la pratique musicale populaire demeure vivace, jusqu'à en devenir un argument touristique de premier plan (comme l'Irlande) sont particulièrement concernées par le tourisme musical.
L'exploitation de la musique comme matériau touristique demeure inégale. La Grande-Bretagne, par exemple s'y engage  fortement.

## Exemples

### Lieux de festivals
- Glastonbury
- Bethel, lieu du festival de Woodstock

### Musées musicaux
- Fender Guitar Factory museum
- Cité de la musique - Philharmonie de Paris
- Moulin de Dannemois

### Lieux de tournage de clips
- San Juan, à Porto Rico, sur les lieux du tournage de Despacito[4].

### Lieux évoqués dans la musique
- Café Pouchkine

### Autres
- Ray Charles Memorial Library
- Pompéi